# Perseidy
Perseidy (PER) – jeden z najbardziej regularnych rojów meteorów, którego orbita przecina się każdego roku z ziemską w dniach 17 lipca – 24 sierpnia. Maksimum roju obserwuje się pomiędzy 12 i 13 sierpnia. Rój związany jest z kometą 109P/Swift-Tuttle. Podczas okresu występowania roju radiant przemieszcza się przez gwiazdozbiory Kasjopei, Perseusza i Żyrafy (w maksimum aktywności znajduje się w pobliżu gwiazdy η Persei). Jego przeciętna aktywność w ostatnich latach wynosi około 100 ZHR.
Są one obserwowane od około 2000 lat, zaś najwcześniejsze informacje o obserwacjach pochodzą z Dalekiego Wschodu. Czasem nazywane są „łzami świętego Wawrzyńca”, co wiąże się z datą jego domniemanej męczeńskiej śmierci 10 sierpnia.
Rój widoczny jest od około połowy lipca każdego roku, ze szczytem aktywności pomiędzy 9 i 14 sierpnia. Meteory widoczne są na całym niebie, ale z powodu parametrów orbity komety Swifta-Tuttle’a Perseidy są najlepiej widoczne na półkuli północnej. Zwykle najwięcej Perseidów obserwuje się w drugiej połowie nocy i nad ranem, ponieważ wówczas radiant znajduje się wystarczająco wysoko nad horyzontem.
| Rok  | Okres aktywności       | Szczyt aktywności |
| ---- | ---------------------- | --- |
| 2024 | 17 lipca – 24 sierpnia | 12 sierpnia godz. 13:00–16:00 UT (ZHRmax 51). Zmniejszona widoczność spowodowana była wystąpieniem zorzy polarnej (silnej burzy geomagnetycznej G4)                                                                       |
| 2023 | 14 lipca – 1 września  | 13 sierpnia 8:00 UT (ZHRmax 68). 14 sierpnia 2:00 UT Ziemia prawdopodobnie przelatywała przez pozostałość po warkoczu komety Swifta-Tuttle’a z czasu jej przejścia w pobliżu Słońca w 69 roku p.n.e. Nów był 16 sierpnia. |
| 2022 | 17 lipca – 24 sierpnia | 12–13 sierpnia (ZHRmax 50) (pełnia była 12 sierpnia) |
| 2021 | 17 lipca – 24 sierpnia | 11–12 sierpnia (ZHRmax 150) (nów był 8 sierpnia) |
| 2020 | 16 lipca – 23 sierpnia | 12–13 sierpnia (ZHRmax 100) (pełnia była 3 sierpnia) |
| 2019 | 17 lipca – 24 sierpnia | 12–13 sierpnia (ZHRmax 80) (pełnia była 15 sierpnia) |
| 2018 | 17 lipca – 24 sierpnia | 11–13 sierpnia (ZHRmax 60) |
| 2017 | 17 lipca – 24 sierpnia | 12 sierpnia |
| 2016 | 17 lipca – 24 sierpnia | 11–12 sierpnia (ZHRmax 150) |
| 2015 | 10 lipca – 24 sierpnia | 13 sierpnia (ZHRmax 95) |
| 2014 | 20 lipca – 18 sierpnia | 12–13 sierpnia (ZHRmax 68). Słabsze meteory były niewidoczne z powodu silnego światła Księżyca, którego pełnia nastąpiła 10 sierpnia wraz ze zjawiskiem Superksiężyca.                                                    |
| 2013 | 10 lipca – 17 sierpnia | 12 sierpnia (ZHRmax 109) |
| 2012 | 10 lipca – 25 sierpnia | 12 sierpnia (ZHRmax 122) |
| 2011 | 20 lipca – 19 sierpnia | 12–13 sierpnia (ZHRmax 58) |
| 2010 | 23 lipca – 24 sierpnia | 12 sierpnia (ZHRmax 91) |
| 2009 | 14 lipca – 24 sierpnia | 13 sierpnia (ZHRmax 173). Słabsze meteory były niewidoczne z powodu silnego światła Księżyca |
| 2008 | 25 lipca – 24 sierpnia | 13 sierpnia (ZHRmax 116) |
| 2007 | 19 lipca – 25 sierpnia | 13 sierpnia (ZHRmax 93) |

## Galeria

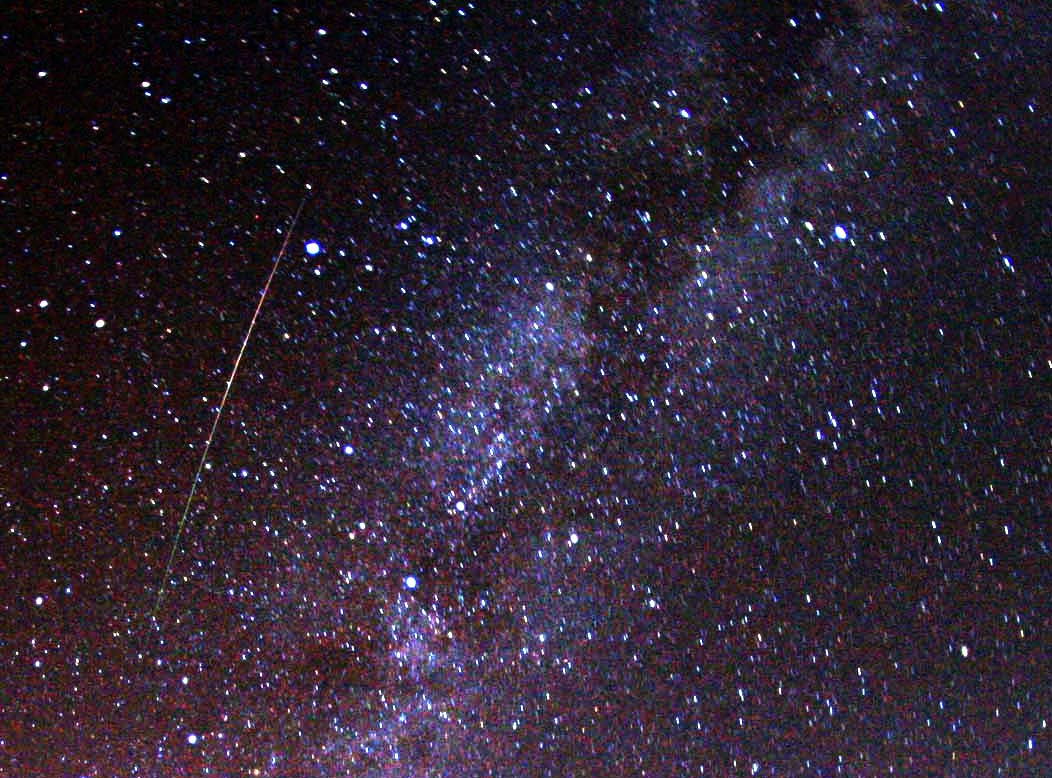
Meteor z roju Perseidów widoczny po lewej stronie Drogi mlecznej
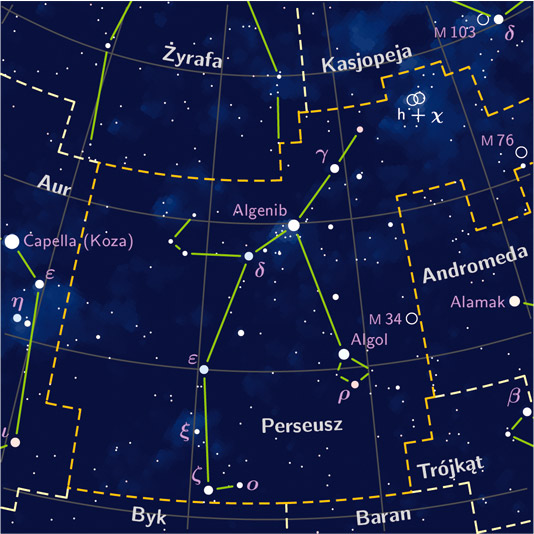
Gwiazdozbiór radiantu
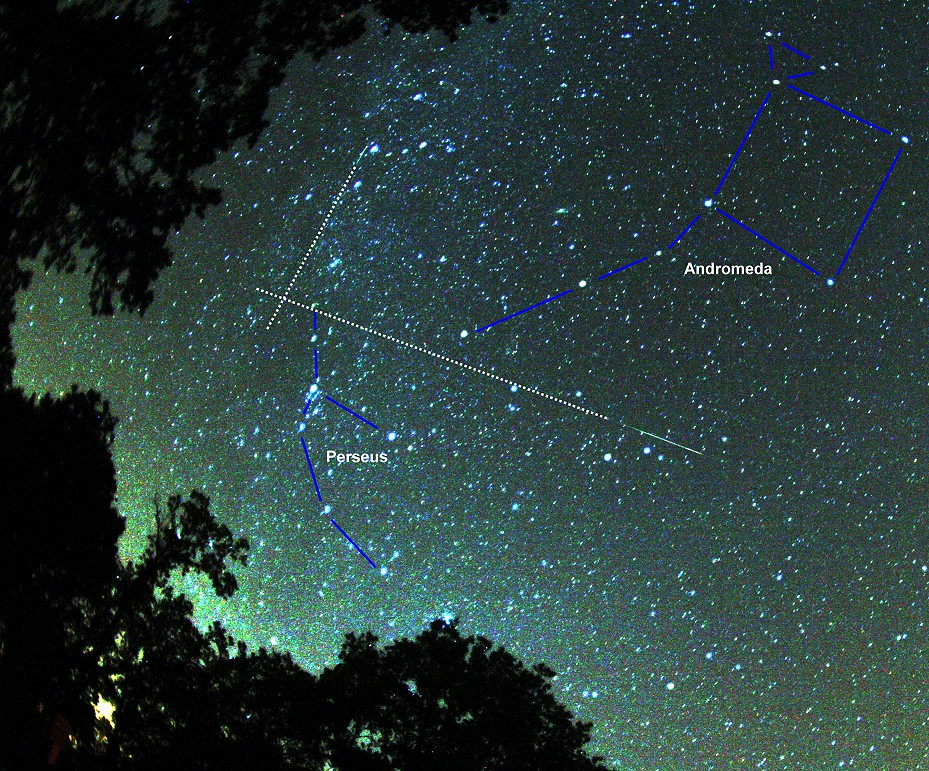
2 meteory Perseid z oznaczonym radiantem
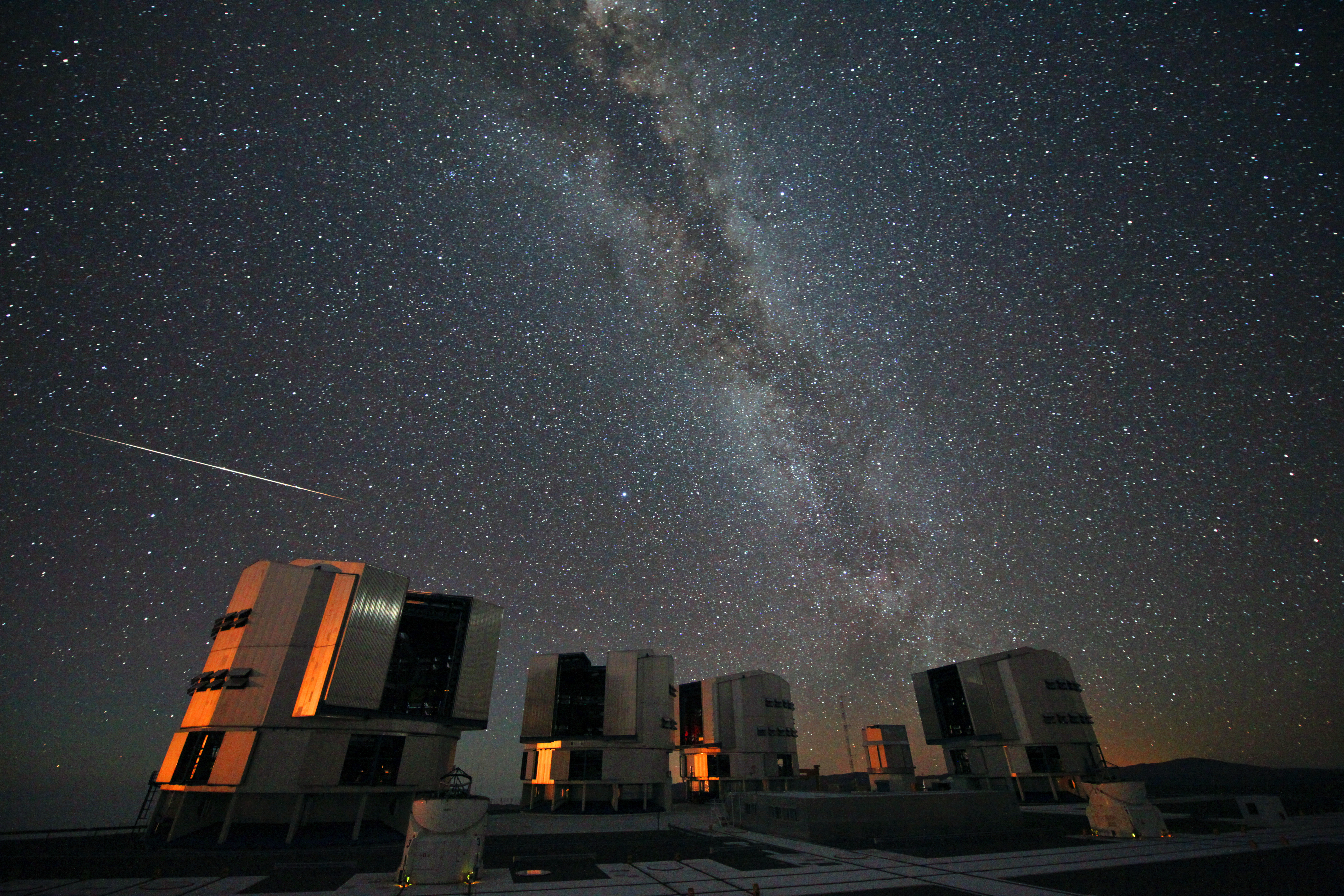
Perseidy 2010
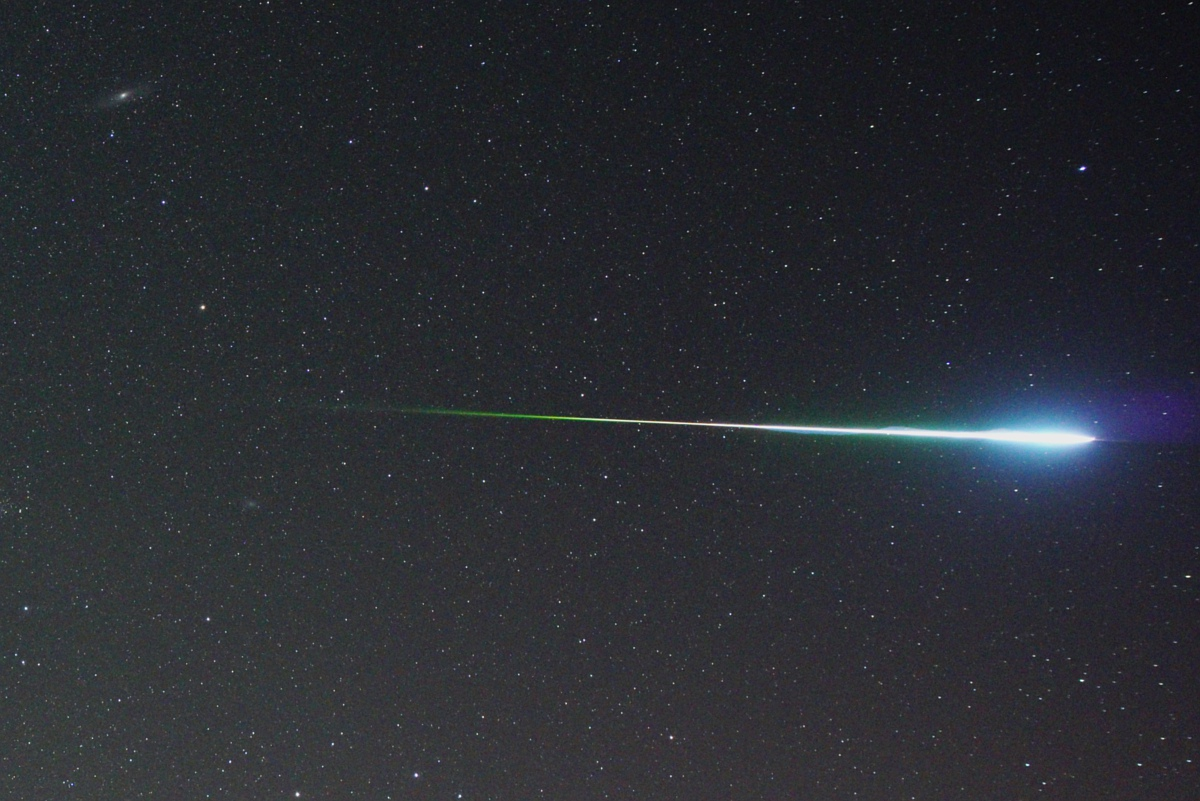
Bolid z roju Perseidów o jasności −9 mag, który pojawił się podczas maksimum w nocy z 11 na 12 sierpnia 2016 roku o godzinie 23:59 UTC